# Guillaume Séguron
Guillaume Séguron (* 28. Februar 1971 in Nîmes) ist ein französischer Bassist und Komponist des Creative Jazz sowie Bildhauer. Zu seinen musikalischen Vorbildern zählt er Henry Grimes, Gary Peacock, Richard Davis und Charlie Haden mit seinem Liberation Music Orchestra.

## Leben
Séguron studierte Kunstgeschichte und Archäologie. Weiterhin studierte er Kontrabass am Konservatorium seiner Geburtsstadt und in Paris bei Bernard Cazauran und Jean-François Jenny-Clark. Er arbeitete in den 2000er Jahren mit Anthony Ortega (Bonjour, 2001), Philippe Deschepper/Denis Fournier (Tota, 2003) sowie mit Patrick Favre (Intense), Régis Huby (Furrow) und Catherine Delaunay (Sois patient car le loup). 2003 spielte er mit seinem Quartett die Police-Hommage Witches ein. 2008 schrieb er SoMoS [1936+1939] – 1975, eine Hommage an die Republikaner im Spanischen Bürgerkrieg. im selben Jahr entstand das Album Nouvelles réponses des archives, das er im Duo mit dem Sprecher Jo Villamosa aufnahm, der aus dem Kriegstagebuch von Ségurons Großvater vorlas. Das Album erhielt viel Kritikerlob in Frankreich. Mit seinem Trio trat er auch in Deutschland auf. 2018 arbeitete er mit Joe McPhee.

## Diskographische Hinweise
- Witches (AJM, 2003), mit Laure Donnat, Rémi Charmasson, Éric Échampard
- Solo pour trois (Ajmiseries, 2008), mit Patrice Soletti, Lionel Garcin
- Bernhard Günter Workshop (Rude Awakening / Microscope 2008)
- Guillaume Séguron - Catherine Delaunay - Davu Seru: La double vie de Pétrichor (nato 2015)
- Joe McPhee, Daunik Lazro, Joshua Abrams, Guillaume Séguron, Chad Taylor: A Pride of Lions (The Bridge Sessions 2018)
- A Pride of Lions: No Questions – No Answers (RogueArt, 2023) mit Joe McPhee, Daunik Lazro, Chad Taylor